# اونی‌بابا
اونی بابا (به ژاپنی: 鬼婆 Onibaba) (پیرزن دیو) فیلمی در ژانر ترسناک و درام به کارگردانی کانه‌تو شیندو است که در سال ۱۹۶۴ اکران شد. از بازیگران آن می‌توان به نوبوکو اوتاوا، جیتسوکو یوشیمورا، و تایجی تونویاما اشاره کرد.